# فهرست قطعنامه‌های شورای امنیت ۷۰۱ تا ۸۰۰
| قطعنامه‌های شورای امنیت                                      |
| ----------------------------------------------------------- |
| منابع: نشست‌های شورای امنیت • UNBISnet • ویکی‌نبشته           |
| ۱ تا ۱۰۰ (۱۹۴۶–۱۹۵۳)                                        |
| ۱۰۱ تا ۲۰۰ (۱۹۵۳–۱۹۶۵)                                      |
| ۲۰۱ تا ۳۰۰ (۱۹۶۵–۱۹۷۱)                                      |
| ۳۰۱ تا ۴۰۰ (۱۹۷۱–۱۹۷۶)                                      |
| ۴۰۱ تا ۵۰۰ (۱۹۷۶–۱۹۸۲)                                      |
| ۵۰۱ تا ۶۰۰ (۱۹۸۲–۱۹۸۷)                                      |
| ۶۰۱ تا ۷۰۰ (۱۹۸۷–۱۹۹۱)                                      |
| ۷۰۱ تا ۸۰۰ (۱۹۹۱–۱۹۹۳)                                      |
| ۸۰۱ تا ۹۰۰ (۱۹۹۳–۱۹۹۴)                                      |
| ۹۰۱ تا ۱۰۰۰ (۱۹۹۴–۱۹۹۵)                                     |
| ۱۰۰۱ تا ۱۱۰۰ (۱۹۹۵–۱۹۹۷)                                    |
| ۱۱۰۱ تا ۱۲۰۰ (۱۹۹۷–۱۹۹۸)                                    |
| ۱۲۰۱ تا ۱۳۰۰ (۱۹۹۸–۲۰۰۰)                                    |
| ۱۳۰۱ تا ۱۴۰۰ (۲۰۰۰–۲۰۰۲)                                    |
| ۱۴۰۱ تا ۱۵۰۰ (۲۰۰۲–۲۰۰۳)                                    |
| ۱۵۰۱ تا ۱۶۰۰ (۲۰۰۳–۲۰۰۵)                                    |
| ۱۶۰۱ تا ۱۷۰۰ (۲۰۰۵–۲۰۰۶)                                    |
| ۱۷۰۱ تا ۱۸۰۰ (۲۰۰۶–۲۰۰۸)                                    |
| ۱۸۰۱ تا ۱۹۰۰ (۲۰۰۸–۲۰۰۹)                                    |
| ۱۹۰۱ تا ۲۰۰۰ (۲۰۰۹–۲۰۱۱)                                    |
| ۲۰۰۱ تا ۲۱۰۰ (۲۰۱۱–۲۰۱۳)                                    |
| ۲۱۰۱ تا ۲۲۰۰ (۲۰۱۳–۲۰۱۵)                                    |
| ۲۲۰۱ تا ۲۳۰۰ (۲۰۱۵–۲۰۱۶)                                    |
| ۲۳۰۱ تا ۲۴۰۰ (۲۰۱۶–۲۰۱۸)                                    |
| ۲۲۰۱ تا ۲۳۰۰ (۲۰۱۸–تاکنون)                                  |
| متن مربوطه در ویکی‌نبشته : قطعنامه‌های شورای امنیت سازمان ملل |

فهرست زیر، شامل قطعنامه‌های سازمان ملل متحد از قطعنامهٔ شمارهٔ ۷۰۱ تا ۸۰۰ است که در بازهٔ زمانی ۳۱ ژوئیه ۱۹۹۱ میلادی تا ۰۸ ژانویه ۱۹۹۳ به تصویب رسیده‌است.
| شمارهٔ قطعنامه | تاریخ           | آرا (موافق-ممتنع-مخالف) | موضوع نشست                                                               |
| ------------- | --------------- | ----------------------- | ------------------------------------------------------------------------ |
| ۷۰۱           | ۳۱ ژوئیه ۱۹۹۱   | ۱۵-۰-۰                  | اسرائیل-لبنان                                                            |
| ۷۰۲           | ۰۸ اوت ۱۹۹۱     | - -                     | پذیرش اعضای جدید سازمان ملل متحد: جمهوری دموکراتیک خلق کره and کره جنوبی |
| ۷۰۳           | ۰۹ اوت ۱۹۹۱     | - -                     | پذیرش اعضای جدید سازمان ملل متحد: میکرونزی                               |
| ۷۰۴           | ۰۹ اوت ۱۹۹۱     | - -                     | پذیرش اعضای جدید سازمان ملل متحد: جزایر مارشال                           |
| ۷۰۵           | ۱۵ اوت ۱۹۹۱     | ۱۵-۰-۰                  | عراق                                                                     |
| ۷۰۶           | ۱۵ اوت ۱۹۹۱     | ۱۳-۱-۱                  | عراق-کویت                                                                |
| ۷۰۷           | ۱۵ اوت ۱۹۹۱     | ۱۵-۰-۰                  | عراق                                                                     |
| ۷۰۸           | ۲۸ اوت ۱۹۹۱     | ۱۵-۰-۰                  | دیوان بین‌المللی دادگستری                                                 |
| ۷۰۹           | ۱۲ سپتامبر ۱۹۹۱ | - -                     | پذیرش اعضای جدید سازمان ملل متحد: استونی                                 |
| ۷۱۰           | ۱۲ سپتامبر ۱۹۹۱ | - -                     | پذیرش اعضای جدید سازمان ملل متحد: لاتویا                                 |
| ۷۱۱           | ۱۲ سپتامبر ۱۹۹۱ | - -                     | پذیرش اعضای جدید سازمان ملل متحد: لتونی                                  |
| ۷۱۲           | ۱۹ سپتامبر ۱۹۹۱ | ۱۳-۱-۱                  | عراق                                                                     |
| ۷۱۳           | ۲۵ سپتامبر ۱۹۹۱ | ۱۵-۰-۰                  | جمهوری فدرال سوسیالیستی یوگسلاوی                                         |
| ۷۱۴           | ۳۰ سپتامبر ۱۹۹۱ | ۱۵-۰-۰                  | السالوادور                                                               |
| ۷۱۵           | ۱۱ اکتبر ۱۹۹۱   | ۱۵-۰-۰                  | عراق                                                                     |
| ۷۱۶           | ۱۱ اکتبر ۱۹۹۱   | ۱۵-۰-۰                  | قبرس                                                                     |
| ۷۱۷           | ۱۶ اکتبر ۱۹۹۱   | ۱۵-۰-۰                  | وضعیت کمبودیا                                                            |
| ۷۱۸           | ۳۱ اکتبر ۱۹۹۱   | ۱۵-۰-۰                  | وضعیت کمبودیا                                                            |
| ۷۱۹           | ۰۶ نوامبر ۱۹۹۱  | ۱۵-۰-۰                  | آمریکای مرکزی                                                            |
| ۷۲۰           | ۲۱ نوامبر ۱۹۹۱  | ۱۵-۰-۰                  | توصیه در مورد انتصاب دبیر کل سازمان ملل                                  |
| ۷۲۱           | ۲۷ نوامبر ۱۹۹۱  | ۱۵-۰-۰                  | جمهوری فدرال سوسیالیستی یوگسلاوی                                         |
| ۷۲۲           | ۲۹ نوامبر ۱۹۹۱  | ۱۵-۰-۰                  | اسرائیل-جمهوری عربی سوریه                                                |
| ۷۲۳           | ۱۲ دسامبر ۱۹۹۱  | ۱۵-۰-۰                  | قبرس                                                                     |
| ۷۲۴           | ۱۵ دسامبر ۱۹۹۱  | ۱۵-۰-۰                  | جمهوری فدرال سوسیالیستی یوگسلاوی                                         |
| ۷۲۵           | ۳۱ دسامبر ۱۹۹۱  | ۱۵-۰-۰                  | صحرای غربی                                                               |
| ۷۲۶           | ۰۶ ژانویه ۱۹۹۲  | ۱۵-۰-۰                  | سرزمین‌های اشغالی توسط اسرائیل                                            |
| ۷۲۷           | ۰۸ ژانویه ۱۹۹۲  | ۱۵-۰-۰                  | جمهوری فدرال سوسیالیستی یوگسلاوی                                         |
| ۷۲۸           | ۰۸ ژانویه ۱۹۹۲  | ۱۵-۰-۰                  | وضعیت کامبوج                                                             |
| ۷۲۹           | ۱۴ ژانویه ۱۹۹۲  | ۱۵-۰-۰                  | السالوادور                                                               |
| ۷۳۰           | ۱۶ ژانویه ۱۹۹۲  | ۱۵-۰-۰                  | آمریکای مرکزی                                                            |
| ۷۳۱           | ۲۱ ژانویه ۱۹۹۲  | ۱۵-۰-۰                  | جمهوری عربی لیبی                                                         |
| ۷۳۲           | ۲۳ ژانویه ۱۹۹۲  | - -                     | پذیرش اعضای جدید سازمان ملل متحد: قزاقستان                               |
| ۷۳۳           | ۲۳ ژانویه ۱۹۹۲  | ۱۵-۰-۰                  | سومالی                                                                   |
| ۷۳۴           | ۲۹ ژانویه ۱۹۹۲  | ۱۵-۰-۰                  | اسرائیل-لبنان                                                            |
| ۷۳۵           | ۲۹ ژانویه ۱۹۹۲  | - -                     | پذیرش اعضای جدید سازمان ملل متحد: ارمنستان                               |
| ۷۳۶           | ۲۹ ژانویه ۱۹۹۲  | - -                     | پذیرش اعضای جدید سازمان ملل متحد: قرقیزستان                              |
| ۷۳۷           | ۲۹ ژانویه ۱۹۹۲  | - -                     | پذیرش اعضای جدید سازمان ملل متحد: ازبکستان                               |
| ۷۳۸           | ۲۹ ژانویه ۱۹۹۲  | - -                     | پذیرش اعضای جدید سازمان ملل متحد: تاجیکستان                              |
| ۷۳۹           | ۰۵ فوریه ۱۹۹۲   | - -                     | پذیرش اعضای جدید سازمان ملل متحد: مولداوی                                |
| ۷۴۰           | ۰۷ فوریه ۱۹۹۲   | ۱۵-۰-۰                  | جمهوری فدرال سوسیالیستی یوگسلاوی                                         |
| ۷۴۱           | ۰۷ فوریه ۱۹۹۲   | - -                     | پذیرش اعضای جدید سازمان ملل متحد: ترکمنستان                              |
| ۷۴۲           | ۱۴ فوریه ۱۹۹۲   | - -                     | پذیرش اعضای جدید سازمان ملل متحد: آذربایجان                              |
| ۷۴۳           | ۲۱ فوریه ۱۹۹۲   | ۱۵-۰-۰                  | جمهوری فدرال سوسیالیستی یوگسلاوی                                         |
| ۷۴۴           | ۲۵ فوریه ۱۹۹۲   | - -                     | پذیرش اعضای جدید سازمان ملل متحد: سن مارینو                              |
| ۷۴۵           | ۲۸ فوریه ۱۹۹۲   | ۱۵-۰-۰                  | وضعیت کامبوج                                                             |
| ۷۴۶           | ۱۷ مارس ۱۹۹۲    | ۱۵-۰-۰                  | سومالی                                                                   |
| ۷۴۷           | ۲۴ مارس ۱۹۹۲    | ۱۵-۰-۰                  | آنگولا                                                                   |
| ۷۴۸           | ۳۱ مارس ۱۹۹۲    | ۱۰-۵-۰                  | جمهوری عربی لیبی                                                         |
| ۷۴۹           | ۰۷ آوریل ۱۹۹۲   | ۱۵-۰-۰                  | جمهوری فدرال سوسیالیستی یوگسلاوی                                         |
| ۷۵۰           | ۱۰ آوریل ۱۹۹۲   | ۱۵-۰-۰                  | قبرس                                                                     |
| ۷۵۱           | ۲۴ آوریل ۱۹۹۲   | ۱۵-۰-۰                  | سومالی                                                                   |
| ۷۵۲           | ۱۵ مه ۱۹۹۲      | ۱۵-۰-۰                  | بوسنی و هرزگوین                                                          |
| ۷۵۳           | ۱۸ مه ۱۹۹۲      | - -                     | پذیرش اعضای جدید سازمان ملل متحد: کرواسی                                 |
| ۷۵۴           | ۱۸ مه ۱۹۹۲      | - -                     | پذیرش اعضای جدید سازمان ملل متحد: اسلوونی                                |
| ۷۵۵           | ۲۰ مه ۱۹۹۲      | - -                     | پذیرش اعضای جدید سازمان ملل متحد: بوسنی و هرزگوین                        |
| ۷۵۶           | ۲۹ مه ۱۹۹۲      | ۱۵-۰-۰                  | اسرائیل-جمهوری عربی سوریه                                                |
| ۷۵۷           | ۳۰ مه ۱۹۹۲      | ۱۳-۲-۰                  | بوسنی و هرزگوین                                                          |
| ۷۵۸           | ۰۸ ژوئن ۱۹۹۲    | ۱۵-۰-۰                  | بوسنی و هرزگوین                                                          |
| ۷۵۹           | ۱۲ ژوئن ۱۹۹۲    | ۱۵-۰-۰                  | قبرس                                                                     |
| ۷۶۰           | ۱۸ ژوئن ۱۹۹۲    | ۱۵-۰-۰                  | جمهوری فدرال یوگسلاوی                                                    |
| ۷۶۱           | ۲۹ ژوئن ۱۹۹۲    | ۱۵-۰-۰                  | بوسنی و هرزگوین                                                          |
| ۷۶۲           | ۳۰ ژوئن ۱۹۹۲    | ۱۵-۰-۰                  | بوسنی و هرزگوین                                                          |
| ۷۶۳           | ۰۶ ژوئیه ۱۹۹۲   | - -                     | پذیرش اعضای جدید سازمان ملل متحد: گرجستان                                |
| ۷۶۴           | ۱۳ ژوئیه ۱۹۹۲   | ۱۵-۰-۰                  | بوسنی و هرزگوین                                                          |
| ۷۶۵           | ۱۶ ژوئیه ۱۹۹۲   | ۱۵-۰-۰                  | آفریقای جنوبی                                                            |
| ۷۶۶           | ۲۱ ژوئیه ۱۹۹۲   | ۱۵-۰-۰                  | وضعیت کامبوج                                                             |
| ۷۶۷           | ۲۴ ژوئیه ۱۹۹۲   | ۱۵-۰-۰                  | سومالی                                                                   |
| ۷۶۸           | ۳۰ ژوئیه ۱۹۹۲   | ۱۵-۰-۰                  | اسرائیل-لبنان                                                            |
| ۷۶۹           | ۰۷ اوت ۱۹۹۲     | ۱۵-۰-۰                  | یوگسلاوی سابق                                                            |
| ۷۷۰           | ۱۳ اوت ۱۹۹۲     | ۱۲-۳-۰                  | بوسنی و هرزگوین                                                          |
| ۷۷۱           | ۱۳ اوت ۱۹۹۲     | ۱۵-۰-۰                  | یوگسلاوی                                                                 |
| ۷۷۲           | ۱۷ اوت ۱۹۹۲     | ۱۵-۰-۰                  | آفریقای جنوبی                                                            |
| ۷۷۳           | ۲۶ اوت ۱۹۹۲     | ۱۴-۱-۰                  | عراق-کویت                                                                |
| ۷۷۴           | ۲۶ اوت ۱۹۹۲     | ۱۵-۰-۰                  | قبرس                                                                     |
| ۷۷۵           | ۲۸ اوت ۱۹۹۲     | ۱۵-۰-۰                  | سومالی                                                                   |
| ۷۷۶           | ۱۴ سپتامبر ۱۹۹۲ | ۱۲-۳-۰                  | بوسنی و هرزگوین                                                          |
| ۷۷۷           | ۱۹ سپتامبر ۱۹۹۲ | ۱۲-۳-۰                  | جمهوری فدرال یوگسلاوی                                                    |
| ۷۷۸           | ۰۲ اکتبر ۱۹۹۲   | ۱۴-۱-۰                  | عراق-کویت                                                                |
| ۷۷۹           | ۰۶ اکتبر ۱۹۹۲   | ۱۵-۰-۰                  | کرواسی                                                                   |
| ۷۸۰           | ۰۶ اکتبر ۱۹۹۲   | ۱۵-۰-۰                  | یوگسلاوی                                                                 |
| ۷۸۱           | ۰۹ اکتبر ۱۹۹۲   | ۱۴-۱-۰                  | بوسنی و هرزگوین                                                          |
| ۷۸۲           | ۱۳ اکتبر ۱۹۹۲   | ۱۵-۰-۰                  | موزامبیک                                                                 |
| ۷۸۳           | ۱۳ اکتبر ۱۹۹۲   | ۱۵-۰-۰                  | وضعیت کامبوج                                                             |
| ۷۸۴           | ۳۰ اکتبر ۱۹۹۲   | ۱۵-۰-۰                  | السالوادور                                                               |
| ۷۸۵           | ۳۰ اکتبر ۱۹۹۲   | ۱۵-۰-۰                  | آنگولا                                                                   |
| ۷۸۶           | ۱۰ نوامبر ۱۹۹۲  | ۱۵-۰-۰                  | بوسنی و هرزگوین                                                          |
| ۷۸۷           | ۱۶ نوامبر ۱۹۹۲  | ۱۳-۲-۰                  | بوسنی و هرزگوین                                                          |
| ۷۸۸           | ۱۹ نوامبر ۱۹۹۲  | ۱۵-۰-۰                  | لیبریا                                                                   |
| ۷۸۹           | ۲۵ نوامبر ۱۹۹۲  | ۱۵-۰-۰                  | قبرس                                                                     |
| ۷۹۰           | ۲۵ نوامبر ۱۹۹۲  | ۱۵-۰-۰                  | اسرائیل-جمهوری عربی سوریه                                                |
| ۷۹۱           | ۳۰ نوامبر ۱۹۹۲  | ۱۵-۰-۰                  | السالوادور                                                               |
| ۷۹۲           | ۳۰ نوامبر ۱۹۹۲  | ۱۴-۱-۰                  | وضعیت کامبوج                                                             |
| ۷۹۳           | ۳۰ نوامبر ۱۹۹۲  | ۱۵-۰-۰                  | آنگولا                                                                   |
| ۷۹۴           | ۰۳ دسامبر ۱۹۹۲  | ۱۵-۰-۰                  | سومالی                                                                   |
| ۷۹۵           | ۱۱ دسامبر ۱۹۹۲  | ۱۵-۰-۰                  | جمهوری مقدونیه                                                           |
| ۷۹۶           | ۱۴ دسامبر ۱۹۹۲  | ۱۵-۰-۰                  | قبرس                                                                     |
| ۷۹۷           | ۱۶ دسامبر ۱۹۹۲  | ۱۵-۰-۰                  | موزامبیک                                                                 |
| ۷۹۸           | ۱۸ دسامبر ۱۹۹۲  | ۱۵-۰-۰                  | بوسنی و هرزگوین                                                          |
| ۷۹۹           | ۱۸ دسامبر ۱۹۹۲  | ۱۵-۰-۰                  | سرزمین‌های اشغالی توسط اسرائیل                                            |
| ۸۰۰           | ۰۸ ژانویه ۱۹۹۳  | - -                     | پذیرش اعضای جدید سازمان ملل متحد: اسلواکی                                |